# アンドレアス・ウーゴ・ホルゲバウム・ペレイラ
アンドレアス・ウーゴ・ホルゲバウム・ペレイラ（Andreas Hugo Hoelgebaum Pereira, 1996年1月1日 - ）は、ベルギー出身のブラジル人サッカー選手。フラムFC所属。ブラジル代表。ポジションはMF。

## クラブ経歴

### プロ入り前
ブラジル人のサッカー選手であったマルコス・ペレイラの息子であり、父がベルギーのクラブでプレイをしていた当時、デュフェルで生を受けた。父がプレイしていたクラブに程近いロメル・ユナイテッドでサッカー選手としてのキャリアをスタートし、9歳でPSVアイントホーフェンに加入するまでそこでプレイをしていた。2011年にマンチェスター・ユナイテッド・プレミアカップに出場すると、アーセナル、リヴァプール、チェルシーを始め、多くのイングランドのクラブの注目を集めたが、2011年11月に当時監督を務めていたアレックス・ファーガソンが直接説得に訪れ、ペレイラはマンチェスター・ユナイテッドへの加入を決心した。
国際的な移籍のルールにより、16歳の誕生日を迎える2012年1月1日まで手続きを完了することはできず、また、更なる複雑な問題が生じたため、4月まで試合に出場することはできなかった。U-18のチームで初めて試合に出場したのは2012年4月25日に行われたシェフィールド・ウェンズデイ戦であったが、豪雨により前半35分にゴールレスドローのまま試合は打ち切りとなった。
2012-13シーズンはU-18でレギュラーとしてプレイし、20試合に出場し、5ゴールを挙げた。リザーブチームでも出場機会を得られるようになり、2013年1月7日には初めてプロ契約を結んだ。2013-2014シーズン開幕前のミルクカップにはキャプテンとして出場し、U-17部門に出場したチームの優勝に貢献するとともに、ペレイラは最優秀選手に選ばれた。シーズンはU-18とU-21のチームで活躍を続け、UEFAユースリーグにも出場した。FAユースカップでは3試合に出場し、2ゴールを挙げ、U-21ではリーグの21試合中17試合に出場した。

### マンチェスター・ユナイテッド
2014-15シーズンのフットボールリーグカップ2回戦のミルトン・キーンズ・ドンズ戦にサイディ・ヤンコと交代で後半から出場し、トップチームデビューを果たした。2015年3月15日に行われ、3-0で勝利したトッテナム・ホットスパー戦に77分からフアン・マタと交代で出場し、プレミアリーグデビューを果たした。5月1日に契約を2018年6月まで延長し、リザーブチームにおけるクラブの最優秀選手に選出された。
2015-16シーズン、キャピタル・ワン・カップ3回戦のイプスウィッチ・タウンFC戦でトップチームでの初得点をあげた。

### レンタル時代
2016年8月26日、グラナダCFにレンタル移籍した。35試合5ゴールという成績を残した。
2017年9月1日、1年間のレンタルでバレンシアCFに移籍した。

### ユナイテッド復帰
2018-19シーズンはユナイテッドに残留し、ジョゼ・モウリーニョ監督の下、開幕戦の先発メンバーに名を連ねた。同年9月には、ロメル・ルカクからの執拗なベルギー代表への勧誘をかわし続けて、念願のブラジル代表に初招集された。2019年7月にはユナイテッドとの契約を2023年まで延長し、リーグ戦では15試合に出場した。
2019-20シーズンはオレ・グンナー・スールシャール監督の信頼を得た他に、前線に怪我人が続出したことで右サイドを主戦場とした。

### ラツィオ
2020年10月3日、SSラツィオへのローン移籍が発表された。

### フラメンゴ
2021年8月20日、CRフラメンゴへのローン移籍が発表された。

### フラム
2022年7月11日、フラムFCと4年契約（12か月延長オプション）を結んだことが発表された。

## 代表経歴
ブラジル人の父を持ち、ベルギーで生まれたペレイラは2つの国の代表でプレイする資格を有しており、U-17からU-18のベルギー代表でプレイしたが、「僕は自分がブラジル人だと思っている」と述べ、2014年にU-20ブラジル代表の招集に応じ、2018年にはフル代表に招集されている。
ニュージーランドで開催された2015 FIFA U-20ワールドカップの決勝ではペレイラのゴールで同点に追いついたが、延長戦の末1-2でセルビア代表に敗れた。

## 個人成績

### クラブ
| クラブ                       | シーズン | リーグ         | リーグ戦 | リーグ戦 | カップ戦 | カップ戦 | リーグ杯 | リーグ杯 | 国際大会 | 国際大会 | その他 | その他 | 合計 | 合計 |
| クラブ                       | シーズン | リーグ         | 出場     | 得点     | 出場     | 得点     | 出場     | 得点     | 出場     | 得点     | 出場   | 得点   | 出場 | 得点 |
| ---------------------------- | -------- | -------------- | -------- | -------- | -------- | -------- | -------- | -------- | -------- | -------- | ------ | ------ | ---- | ---- |
| マンチェスター・ユナイテッド | 2014-15  | プレミアリーグ | 1        | 0        | 0        | 0        | 1        | 0        | -        | -        | 0      | 0      | 2    | 0    |
| マンチェスター・ユナイテッド | 2015-16  | プレミアリーグ | 4        | 0        | 2        | 0        | 2        | 1        | 3        | 0        | 0      | 0      | 11   | 1    |
| マンチェスター・ユナイテッド | 2016-17  | プレミアリーグ | 0        | 0        | 0        | 0        | 0        | 0        | 0        | 0        | 0      | 0      | 0    | 0    |
| マンチェスター・ユナイテッド | 通算     | 通算           | 5        | 0        | 2        | 0        | 3        | 1        | 3        | 0        | 0      | 0      | 13   | 1    |
| グラナダ                     | 2016-17  | プリメーラ     | 35       | 5        | 2        | 0        | -        | -        | -        | -        | 0      | 0      | 37   | 5    |
| グラナダ                     | 通算     | 通算           | 35       | 5        | 2        | 0        | -        | -        | -        | -        | 0      | 0      | 37   | 5    |
| マンチェスター・ユナイテッド | 2017-18  | プレミアリーグ | 0        | 0        | 0        | 0        | 0        | 0        | 0        | 0        | 0      | 0      | 0    | 0    |
| マンチェスター・ユナイテッド | 通算     | 通算           | 0        | 0        | 0        | 0        | 0        | 0        | 0        | 0        | 0      | 0      | 0    | 0    |
| バレンシア                   | 2017-18  | プリメーラ     | 23       | 1        | 6        | 0        | -        | -        | -        | -        | 0      | 0      | 29   | 1    |
| バレンシア                   | 通算     | 通算           | 23       | 1        | 6        | 0        | -        | -        | -        | -        | 0      | 0      | 29   | 1    |
| マンチェスター・ユナイテッド | 2018-19  | プレミアリーグ | 15       | 1        | 3        | 0        | 0        | 0        | 4        | 0        | 0      | 0      | 22   | 1    |
| マンチェスター・ユナイテッド | 2019-20  | プレミアリーグ | 25       | 1        | 4        | 0        | 5        | 0        | 6        | 1        | 0      | 0      | 40   | 2    |
| マンチェスター・ユナイテッド | 2020-21  | プレミアリーグ | 0        | 0        | 0        | 0        | 0        | 0        | 0        | 0        | 0      | 0      | 0    | 0    |
| マンチェスター・ユナイテッド | 通算     | 通算           | 40       | 2        | 7        | 0        | 5        | 0        | 10       | 1        | 0      | 0      | 62   | 3    |
| ラツィオ                     | 2020-21  | セリエA        | 26       | 1        | 2        | 0        | -        | -        | 5        | 0        | 0      | 0      | 33   | 1    |
| ラツィオ                     | 通算     | 通算           | 26       | 1        | 2        | 0        | -        | -        | 5        | 0        | 0      | 0      | 33   | 1    |
| 総通算                       | 総通算   | 総通算         | 129      | 9        | 19       | 0        | 8        | 1        | 18       | 1        | 0      | 0      | 174  | 11   |

### 代表
| ブラジル代表 | 国際Aマッチ | 国際Aマッチ |
| 年           | 出場        | 得点        |
| ------------ | ----------- | ----------- |
| 2018         | 1           | 0           |
| 通算         | 1           | 0           |

## タイトル

### クラブ
マンチェスター・ユナイテッド
- FAカップ：2015-16

### 個人
- デンジル・ハローン・リザーブチーム年間最優秀選手：2014-15